# Château de Saint-Hubert (film, 1973)
Pour les articles homonymes, voir Château de Saint-Hubert.
Pour plus de détails, voir Fiche technique et Distribution.
Château de Saint-Hubert (Schloß Hubertus) est un film de terroir dramatique ouest-allemand réalisé par Harald Reinl, sorti en 1973. Il est adapté du roman homonyme de Ludwig Ganghofer publié en 1895.

## Synopsis
Après un an à l’école du couvent, Kitty, la fille du comte Egge, retourne au château de Saint-Hubert auprès entre autres de sa tante Gundula, qui prête attention à la vertu de sa nièce. Kitty la fait la connaissance d'un peintre qui ne la laisse pas indifférente.

## Fiche technique
Sauf indication contraire, les informations mentionnées dans cette section peuvent être confirmées par la base de données cinématographiques IMDb,  présente dans la section « Liens externes ».
- Titre original : Schloß Hubertus
- Titre français : Château de Saint-Hubert ou Schloss Hubertus[1]
- Réalisateur : Harald Reinl
- Scénario : Werner P. Zibaso d'après le roman de Ludwig Ganghofer
- Photographie : Ernst W. Kalinke
- Montage : Ingeborg Taschner
- Musique : Ernst Brandner (de)
- Producteur : Horst Hächler (de)
- Sociétés de production : CTV 72
- Pays de production :  Allemagne de l'Ouest
- Langue de tournage : allemand
- Format : Couleur Eastmancolor - 2,35:1 - Son mono - 35 mm
- Durée : 96 minutes (1h36)
- Genre : Drame sentimental, Heimatfilm
- Dates de sortie :
  - Allemagne de l'Ouest : 19 décembre 1973
  - Danemark : 2 janvier 1975

## Distribution
- Carl Lange : Comte Egge Sennefeld
- Robert Hoffmann : Franz Hornegger
- Karlheinz Böhm : Tassilo Sennefeld
- Klaus Löwitsch : Schipper, le chasseur
- Evelyn Opela : Anna Herwegh
- Ute Kittelberger : Kitty Sennefeld
- Folker Bohnet (de) : Robert Sennefeld
- Gerhard Riedmann (de) : Lenz Bruckner
- Gerlinde Döberl (de) : Mali Bruckner
- Sascha Hehn : Officier Willy Sennefeld
- Richard Rüdiger (de) : Hans Forbeck
- Rose Renée Roth : Tante Gundula
- Franziska Liebing (de) : Mère Hornegger
- Albert Hehn : Père Hornegger
- Eva Garden : Liesl Zauner